# Sberbank
Sberbank (russisch ПАО Сбербанк России PAO Sberbank Rossii) ist die größte Finanzinstitution Russlands und eine multinationale Finanzgruppe mit Firmensitz in Moskau.
Die Sberbank ist überwiegend in staatlichem Besitz. Sie hält fast ein Drittel des Vermögens des russischen Bankensektors und den höchsten Anteil an Spareinlagen in Russland. Sie ist einer der größten Kreditgeber der russischen Wirtschaft. Die Sberbank hat mehr als 137 Millionen Privatkunden und mehr als 1 Million Firmenkunden in 22 Ländern. Die Bank verfügt mit mehr als 16.500 Filialen über das größte Vertriebsnetz in Russland. Die internationalen Geschäftstätigkeiten umfassen unter anderem das Vereinigte Königreich, die Vereinigten Staaten, die Gemeinschaft Unabhängiger Staaten, Mittel- und Osteuropa, die Türkei und andere Länder. 2014 war sie die größte Bank Russlands und Osteuropas sowie die drittgrößte in Europa. Die Bank hatte 2017 eine Bilanzsumme von 471 Mrd. US$.
Die Sberbank hat ein Tochterunternehmen namens Sberbank Europe AG mit Sitz in Österreich. Beide Unternehmen sind von Sanktionen betroffen, die westliche Länder und Institutionen verhängt haben, nachdem Russland am 24. Februar 2022 auf Befehl des russischen Präsidenten Putin den Überfall auf die Ukraine begonnen hatte. So wurde die Sberbank im Juni aus dem internationalen Finanztransaktionsnetzwerk SWIFT ausgeschlossen. Die Europäische Zentralbank kündigte am 28. Februar 2022 eine wahrscheinliche Zahlungsunfähigkeit der europäischen Tochtergesellschaften der Sberbank an.

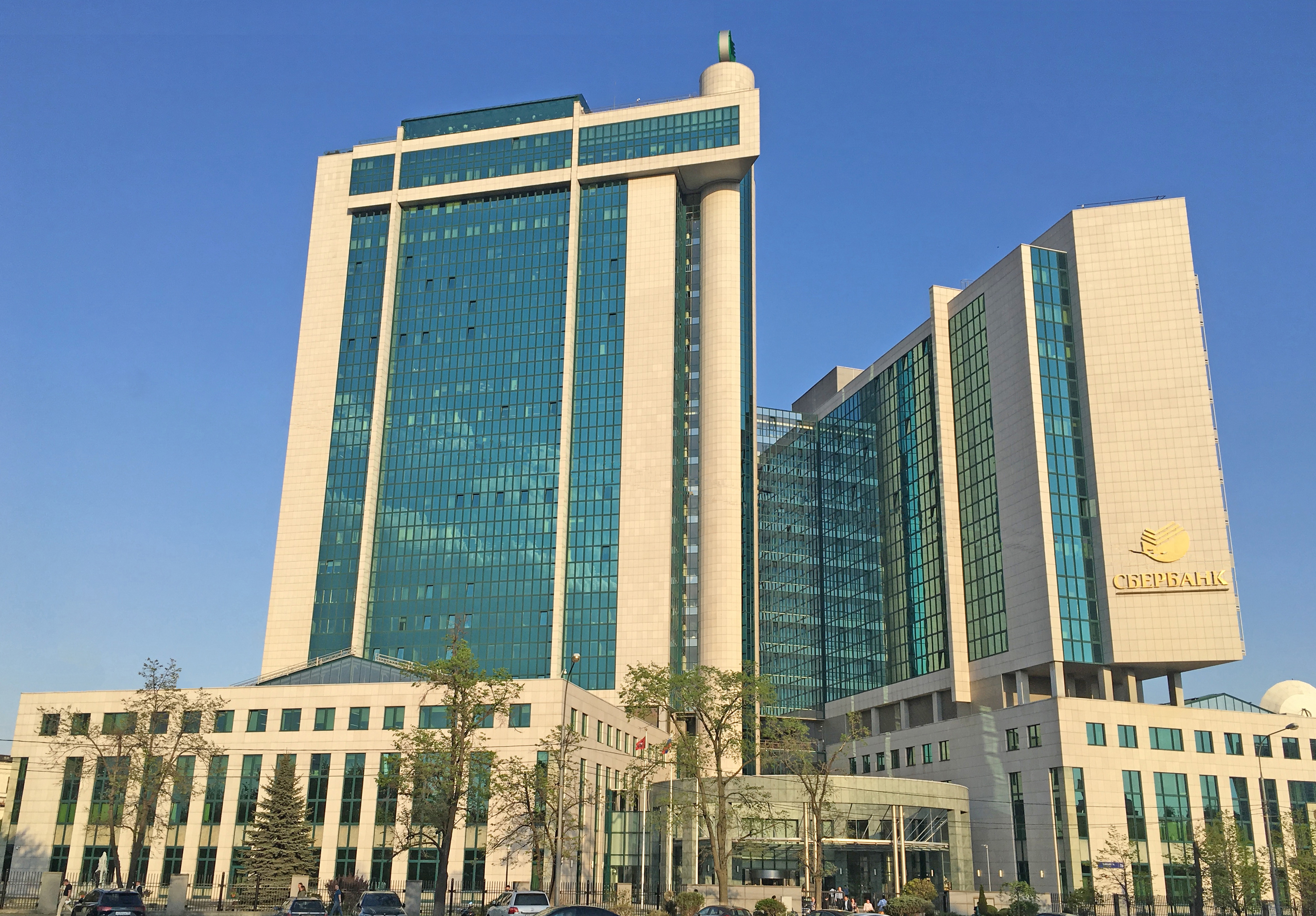
Zentrale der Sberbank in Moskau

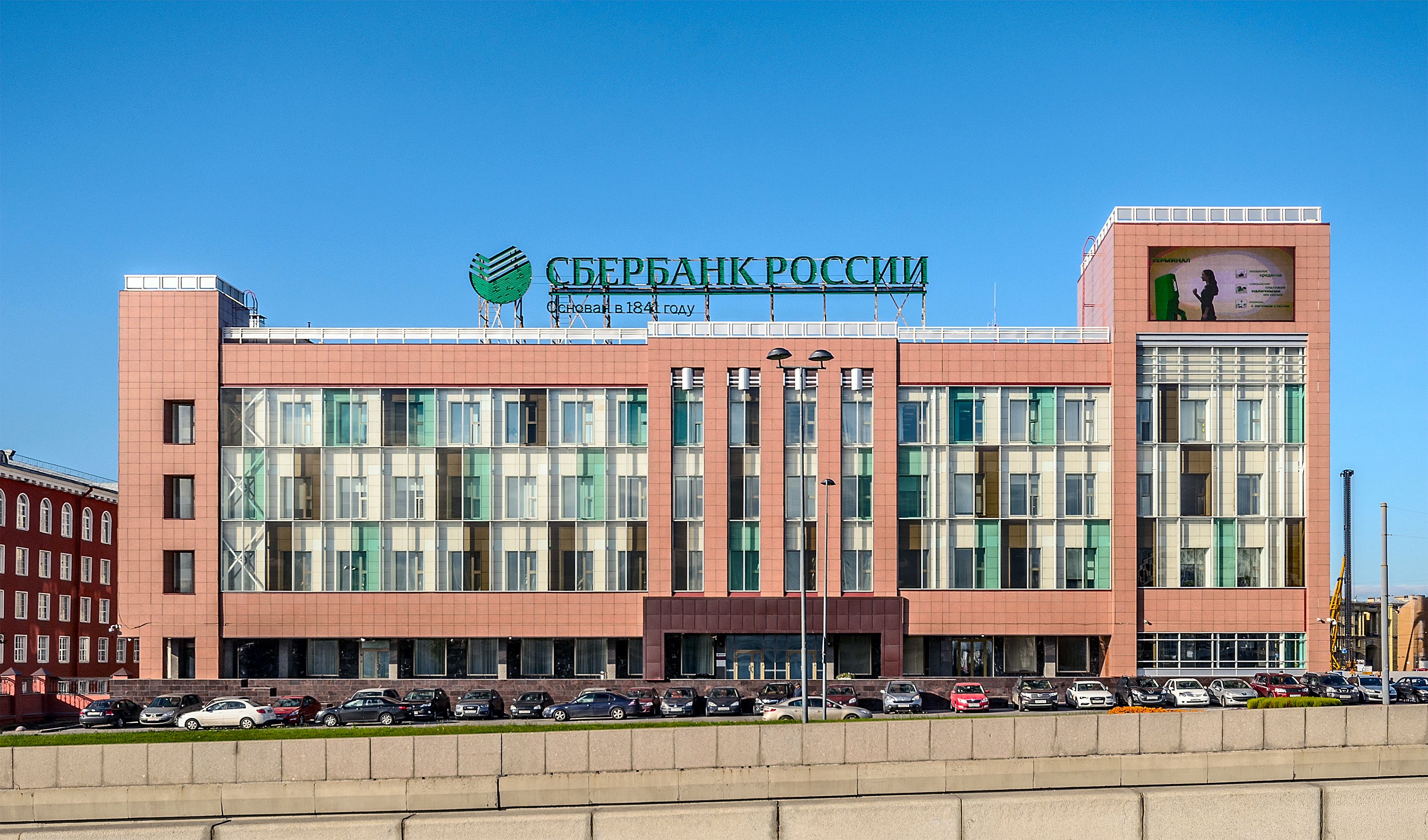
Regionale Zentrale in St. Petersburg

## Aktiengesellschaft
Die Bank ist eine Aktiengesellschaft. Die Bank Rossii (Zentralbank der Russischen Föderation) besitzt 50 % plus eine Aktie, die übrigen Anteile werden von russischen und ausländischen Investoren gehalten. Vorstandsvorsitzender ist seit November 2007 der ehemalige russische Wirtschaftsminister Herman Gref.
Im Jahr 2018 wurden den neun Vorstandsmitgliedern 5,488 Milliarden Rubel ausbezahlt, rund 76 Millionen Euro.

## Geschichte und Entwicklung
Die Sberbank ist die historische Nachfolgerin der von Zar Nikolaus I. gegründeten Sparkasse. Aus zwei kleinen Institutionen in Sankt Petersburg und Moskau mit 20 Mitarbeitern wurde schnell ein ausgedehntes Netzwerk an Sparkassen in ganz Russland. Während der Sowjetzeit wurden sie in das staatliche Sparkassensystem integriert. Nach dem Zerfall der Sowjetunion wurde die Sberbank zu einer staatlichen Universalbank und einer multinationalen Gruppe, die in mehreren Ländern vertreten ist.
Das Unternehmen ist seit 1996 im RTS-Index und auf der London Stock Exchange (ADR) gelistet. In den Jahren 2006 bis 2009 kaufte die Gruppe Banken in Belarus, der Ukraine und Kasachstan. 2011 erwarb Sberbank das internationale Geschäft der Volksbank Gruppe. 2012 kaufte sie die türkische Denizbank von der Dexia NV/SA. Am 22. Mai 2018 vereinbarte sie mit Emirates NBD den Verkauf von 99,85 % ihrer Denizbank-Anteile.

## Sberbank Europe AG
Die Sberbank Europe AG mit Sitz in Wien befand sich zu 100 % im Eigentum der Sberbank. Sie operierte mit ihren Tochterunternehmen als Sberbank Europe Group in zehn Ländern (Deutschland, Bosnien und Herzegowina, Österreich, Kroatien, Serbien, Slowenien, Tschechien, Ukraine und Ungarn), betrieb 282 Filialen und beschäftigte 4962 Mitarbeiter (Stand 30. Juni 2014).
Als Mitglied der Einlagensicherung der Banken & Bankiers GmbH bestand in Österreich eine Einlagensicherung in Höhe von bis zu 100.000 Euro, welche bei der Insolvenz 2022 zum Tragen kam. Die Sberbank Europe AG hatte laut EZB 2021 eine Bilanzsumme von 13,6 Milliarden Euro.
2012 wurde Siegfried Wolf Aufsichtsratsvorsitzender der Sberbank Europe AG, die Europäische Zentralbank informierte er über seinen Rückzug aus dieser Funktion mit Auslaufen der Funktionsperiode am 22. März 2022.

### Sberbank Direct
Die Sberbank Direct war die Online-Marke der Sberbank Europe AG und bot Produkte für Privatkunden an. Die Bank hatte mit einem mobilen TAN-Verfahren und einer TÜV-zertifizierten Online-Banking-Software gearbeitet.
Die Sberbank Europe expandierte nach Deutschland und bot über ihre Niederlassung in Frankfurt deutschen Sparern das Sberbank Direct Tagesgeld.
In Deutschland war die Sberbank seit dem 28. Juli 2014 mit einer Niederlassung in Frankfurt am Main vertreten und Mitglied im Bundesverband Deutscher Banken. Sie bot lediglich Onlineprodukte, darunter ein Tagesgeldkonto und voll digitale Sofortkredite an.
Der Betrieb der Sberbank Direkt musste aufgrund der quasi Insolvenz am 1. März 2022 eingestellt werden.

## Internationale Sanktionen und Abwicklung der Sberbank Europe AG
Während der Mutterkonzern Sberbank aufgrund der restriktiven Maßnahmen wegen der Handlungen Russlands, die die Lage in der Ukraine destabilisierten, auf der Sanktionsliste der Europäischen Union steht (siehe auch Annexion der Krim 2014), war die Sberbank Europe AG zunächst nicht davon betroffen. Mitte des Jahres 2014 brach das Geschäft allerdings dramatisch ein, zumal Investoren rund 22 Milliarden US-Dollar an Kapital abzogen. Das Embargo hatte jedoch keine Auswirkungen auf das Einlagengeschäft oder den Zahlungsverkehr mit diesem Institut. Es handelte sich hierbei lediglich um das Platzieren von Anleihen oder ähnlichen Finanzprodukten am Binnenmarkt, deren Laufzeit 90 Tage übersteigt. Weitere Banken sind u. a. die VTB, Gazprombank, Vnesheconombank (VEB) und die Rosselkhozbank.
Nach dem russischen Überfall auf die Ukraine am 24. Februar 2022 schnitt die US-Regierung die Sberbank von ihrem Teil des internationalen Zahlungsverkehrs ab.
Esko Aho trat von seinem Sitz im Verwaltungsrat zurück. Als Reaktion auf den Überfall wurden am 27. Februar 2022 Daten über Kunden der Sberbank durch die Georgian Hackers Society über den Kurznachrichtendienst Twitter veröffentlicht. Sberbank und Sberbank Europe AG sind von Sanktionen betroffen, die westliche Länder und Institutionen verhängt haben, nachdem Russland am 24. Februar 2022 auf Befehl von Präsident Putin den Überfall auf die Ukraine begonnen hat. Daraufhin kam es in Russland und mehreren EU-Ländern zu langen Schlangen vor Sberbank-Filialen, als Kunden ihre Ersparnisse abheben wollten.
Am 28. Februar 2022 warnte die Europäische Zentralbank, die Sberbank Europe AG mit Sitz in Wien werde „wahrscheinlich“ zahlungsunfähig. Als Folge der EZB-Warnung verhängte die österreichische Finanzmarktaufsicht (FMA) ein Zahlungsmoratorium über die Bank. Die Sberbank Europe AG darf demnach mindestens bis einschließlich 1. März 2022 „keinerlei Auszahlungen, Überweisungen oder andere Transaktionen durchführen“. Die einzige Ausnahme vom Zahlungsmoratorium gibt es für Einleger, die zur Sicherung des „nötigsten täglichen Bedarfs“ maximal 100 Euro pro Tag abheben dürfen. Zugleich wurde betont, dass Einlagen bis 100.000 Euro weiterhin durch das europäische Einlagensicherungssystem besichert sind.
Die österreichische Finanzmarktaufsichtsbehörde (FMA) hat am 1. März 2022 der Sberbank Europe AG mit sofortiger Wirkung die Fortführung des Geschäftsbetriebs untersagt. Die Kunden haben damit keinen Zugriff mehr auf die für sie geführten Konten.
Die Sberbank (Switzerland) AG mit Sitz in Zürich hingegen war nur eine indirekte Tochter der russischen Sberbank. Zur SberBank Europe AG bestand keine Verbindung. Sie war auf Finanzierungen im Bereich Rohstoffhandel spezialisiert und betreute rund siebzig Geschäfts-, jedoch keine Privatkunden. Die Bank unterstand im Rahmen von der Eidgenössischen Finanzmarktaufsicht am 4. März 2022 angeordneten Schutzmaßnahmen, welche einem weitgehenden Auszahlungs- und Transaktionsverbot gleichkam. Am gleichen Tag wurde die Bank, wie auch die Gazprombank Schweiz, von der Schweizerischen Bankiervereinigung ausgeschlossen.
Per Veröffentlichung im EU-Amtsblatt vom 3. Juni 2022 (Verordnung 2022/879 des Rates) wurde die Sberbank mit Wirkung vom 14. Juni 2022 aus dem internationalen Finanztransaktionssystem SWIFT ausgeschlossen.
Die Sberbank Europe AG wurde liquidiert, die Bankkonzession erlosch mit 15. Dezember 2022. Die Sberbank (Switzerland) AG wurde im gleichen Jahr an die Genfer m3 Groupe Holding SA verkauft und als Tradexbank AG (Eigenschreibweise TradeXBank AG) weitergeführt. Präsident der Tradexbank wurde der ehemalige FDP-Nationalrat Christian Lüscher.